# Audentity
Audentity – 14. album studyjny (15. w ogóle) Klausa Schulzego, wydany 1 lutego 1983 roku w Niemczech nakładem wytwórni Innovative Communication.
Kilkakrotnie wznawiany, w tym 25 lipca 2005 roku nakładem Revisited Records jako CD z pięcioma dodatkowymi, wcześniej niewydanymi utworami.

## Album

### Historia
Do realizacji albumu Audentity Klaus Schulze zaprosił klawiszowca Rainera Blossa, wiolonczelistę Wolfganga Tiepolda i perkusistę Michaela Shrieve’a, znanego z występów w zespole Santana. Album został nagrany zimą, na przełomie 1982/1983 roku w studiu Schulzego w Hambühren i wydany 1 lutego 1983 roku nakładem wytwórni Innovative Communication jako podwójna płyta winylowa. W Wielkiej Brytanii wytwórnia Illuminated Records wydała album w wersji jednopłytowej usuwając oryginalne utwory „Cellistica” i „Sebastian im Traum”. Jako płyta kompaktowa album ukazał się po raz pierwszy w 1984 roku nakładem wytwórni Brain.

### Muzyka
Otwierający album, blisko 25-minutowy utwór „Cellistica” oparty został na cyfrowo powtarzalnych sekwencjach dźwiękowych. Jego tytuł wskazuje, że istotną rolę odgrywa w nim wiolonczelista Wolfgang Tiepold. „Tango-Saty” i „Opheylissem” mają awangardowy, synth popowy charakter, podczas gdy przedzielający je „Amourage” jest spokojnym, ambientowym utworem z wolno wirującymi melodiami i delikatnymi muśnięciami fortepianu. „Spielglocken”, nagrany z udziałem Wolfganga Tiepolda i Rainera Blossa, grającego na dzwonkach jest osadzony w typowym dla Klausa Schulzego ciasnym schemacie. Podobnie jak „Cellistica” ma minimalistyczny i zimny charakter. Inspiracją utworu „Sebastian im Traum” stała się książka Georga Trakla pod tym samym tytułem. Jak stwierdził Schulze: „Trakl jest już moim ulubionym autorem. Napisał niesamowicie piękną poezję, nawet jeśli jest bardzo mroczną – ale to pasuje do mojej muzyki i mojej ulubionej tonacji, molowej”. Utwór rozpoczyna się bardzo hałaśliwą i dysonansową modernistyczną częścią, po czym ustępuje miejsca nastrojowej sekwencji syntezatorowych wibracji. 

### Lista utworów
| 1. | Cellistica  | 24:31 |
|    |             |       |
| 2. | Tango-Saty  | 5:47  |
|    |             |       |
| 3. | Amourage    | 10:37 |
|    |             |       |
| 4. | Opheylissem | 5:11  |
|    |             |       |
|    |             | 46:06 |
|    |             |       |

| 1. | Spielglocken       | 21:24 |
|    |                    |       |
| 2. | Sebastian Im Traum | 28:21 |
|    |                    |       |
|    |                    | 49:45 |
|    |                    |       |

### Informacje
- Klaus Schulze – komputery i keyboardy, program
- Rainer Bloss – dźwięk, dzwonki
- Michael Shrieve – komputer EEH, instrumenty perkusyjne Simmons
- Wolfgang Tiepold – wiolonczela

### Wznowienie (2005, 2016)
Album został wydany ponownie 25 lipca 2005 roku nakładem Revisited Records jako CD z 5 dodatkowymi utworami. W stosunku do wersji oryginalnej zmieniono kolejność utworów, chcąc w pełni wykorzystać pojemność płyty kompaktowej (80 minut) z powodu dodania pięciu dodatkowym utworów, trwających 58 minut. Zostały one nagrane w tym samym czasie co album i były pierwotnie zaplanowane jako ścieżka dźwiękowa do horroru Next Of Kin. Jak stwierdził Schulze: „Gdybyśmy rozmieścili utwory na płytach CD w oryginalnej kolejności, to na drugiej płycie CD nie byłoby wystarczająco dużo miejsca na długi, bonusowy utwór. Dlatego przearanżowaliśmy utwory tak, by 58 minut „Gem” zmieściło się na drugiej płycie”.
CD 1
| 1. | Cellistica         | 24:31   |
|    |                    |         |
| 2. | Spielglocken       | 21:24   |
|    |                    |         |
| 3. | Sebastian Im Traum | 28:21   |
|    |                    |         |
|    |                    | 1:14:16 |
|    |                    |         |
CD 2
| 1. | Tango-Saty                        | 5:47    |
|    |                                   |         |
| 2. | Amourage                          | 10:37   |
|    |                                   |         |
| 3. | Opheylissem                       | 5:11    |
|    | Bonus Track: Gem:                 |         |
| 4. | Gem                               | 11:41   |
|    |                                   |         |
| 5. | Tiptoe On The Misty Mountain Tops | 14:43   |
|    |                                   |         |
| 6. | Sink Or Swim                      | 10:02   |
|    |                                   |         |
| 7. | At The Angle Of An Angel          | 15:44   |
|    |                                   |         |
| 8. | Of White Nights                   | 6:00    |
|    |                                   |         |
|    |                                   | 1:19:45 |
|    |                                   |         |
- Michael Schmitz – koordynator wznowienia
- Klaus D. Mueller – producent wznowienia
- Stefanie Veenstra, Thomas Ewerhard – layout wznowienia
- Claus Cordes, Steven Reekes-Parsons – zdjęcia

Do albumu dołączono 16-stronicową książeczkę:
- Albrecht Piltz (cytaty z wywiadu z Klausem Schulzem, udzielonym z okazji tego wydania w maju 2005 roku)
- Dani Lipka, Davide Franco – tłumaczenia tekstów książeczki

Kolejne wznowienie (tej samej wersji) ukazało się 18 marca 2016 roku nakładem niemieckiej wytwórni MIG (Made In Germany), specjalizującej się we wznowieniach.

## Opinie krytyków
Dave Connolly z AllMusic analizując jednopłytowe, brytyjskie wydanie Audentity uważa, że  „to, co pozostało z oryginalnego, podwójnego LP, jest nadal bardzo dobre, więc «skrócone» może być zbyt mocnym słowem. Zarówno trzyczęściowa suita na pierwszej stronie, jak i wypełniający drugą stronę „Spielglocken” to interesujące, wciągające elektroniczne utwory”. „Nawet w połowie swojego oryginalnego rozmiaru, Audentity jest interesującym i wciągającym dziełem – konkluduje autor.
W opinii Thoralfa Koßa z Musikreviews.de na Audentity Schulzemu „najwyraźniej zabrakło pomysłów i pomimo aktywnego wsparcia trzech innych muzyków: Rainera Blossa, Michaela Shrieve’a i Wolfganga Tiepolda, wyczerpał się [on] w ciągłych elektronicznych powtórzeniach. Pionier i prekursor muzyki elektronicznej, czczony jako «papież elektroniki» i «ojciec chrzestny techno», nadal tworzył długie, rozbudowane utwory, ale nie emanowały one już takim polotem jak jego wcześniejsze dzieła”. „Na swoim trzecim, czysto cyfrowo nagranym albumie Audentity, Klaus Schulze wymyśla rytmy, które często są zbyt monotonne i powtarzalne, sprawiając wrażenie, że po raz pierwszy wcisnął on swoją elektronikę w nieodpowiedni gorset, pomimo aktywnego wsparcia innych muzyków” – podsumowuje recenzent.